# Anusino (przystanek kolejowy)
Anusino (biał. Анусіна, ros. Анусино) – przystanek kolejowy w miejscowości Anusino, w rejonie mińskim, w obwodzie mińskim, na Białorusi.